# Afromelanichneumon conspersus
Afromelanichneumon conspersus är en stekelart som först beskrevs av Holmgren 1868.  Afromelanichneumon conspersus ingår i släktet Afromelanichneumon och familjen brokparasitsteklar. Inga underarter finns listade i Catalogue of Life.